# Andrena cineraria
Az Andrena cineraria a rovarok (Insecta) osztályának hártyásszárnyúak (Hymenoptera) rendjébe, ezen belül a fullánkosdarázs-alkatúak (Apocrita) alrendjébe és a bányászméhek (Andrenidae) családjába tartozó faj.

## Előfordulása
Az Andrena cineraria előfordulási területe Európa. Az elterjedési területe eléggé nagy; Írországtól kezdve Közép-Európáig, illetve északon Skandináviáig tart. Az Egyesült Királyságban gyakori és közönséges, viszont Skócia északi részén ritkábbak az állományai.

## Megjelenése
Különleges színezete miatt az egyik legkönnyebben felismerhető faj a nemében. A nőstény fekete két szürke színű, szőrös sávval a torján. A hím is fekete, azonban a torját teljesen befedi a szürke szőrzet. A hím pofájának alján és a lábain fehér pamacsok vannak, míg a nőstényen csak az első lábpáron láthatók ezek a pamacsok. A nőstény csápja tizenkét ízből áll, míg a hímé tizenháromból tevődik össze.

## Életmódja
Békés természetű méhfaj, a gyermekek és házi kedvencek nincsenek veszélyben mellette. Áprilistól kora júniusig repül, főleg amikor virágoznak a gyümölcsfák. E növények egyik fő megporzója.

## Szaporodása
Tavasszal megfigyelhetők, amint a talaj felett repülő udvarlásokat végeznek. Párosodás után a hím elpusztul. A nőstények nem alkotnak kolóniákat, hanem mindegyik magányosan gondoskodik a következő nemzedékről. A nőstény puha talajba vájja üregét, melyet megtölt nektárral és virágporral, aztán lerakja petéit. A lárva néhány nap után kikel és elkezd táplálkozni. Néhány hét múlva bebábozódik. A telet az imágó vészeli át a hibernálás segítségével. Tavasszal a hím bújik elő hamarabb.
A fészkeket gyakran ellepik a darázsméhekhez (Nomadinae) tartozó Nomada-fajok, melyek fészekparaziták és eleszik az Andrena cineraria lárvák elől a táplálékot.

## Képek

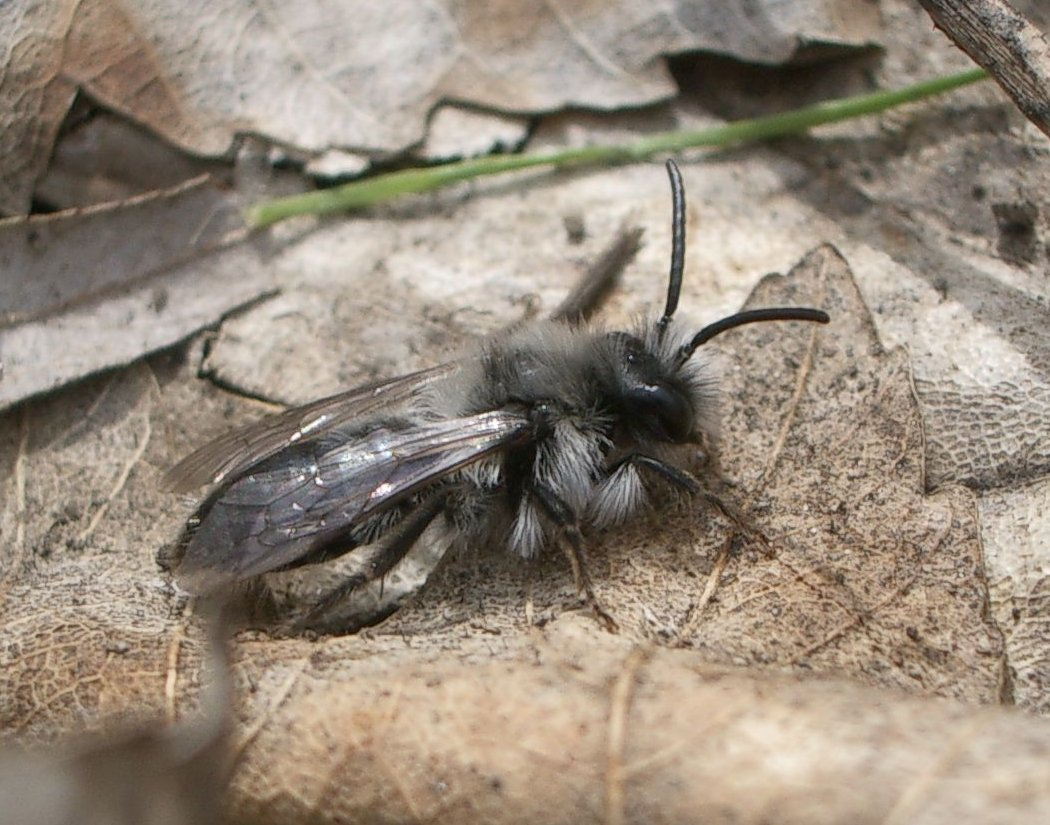
Hím és
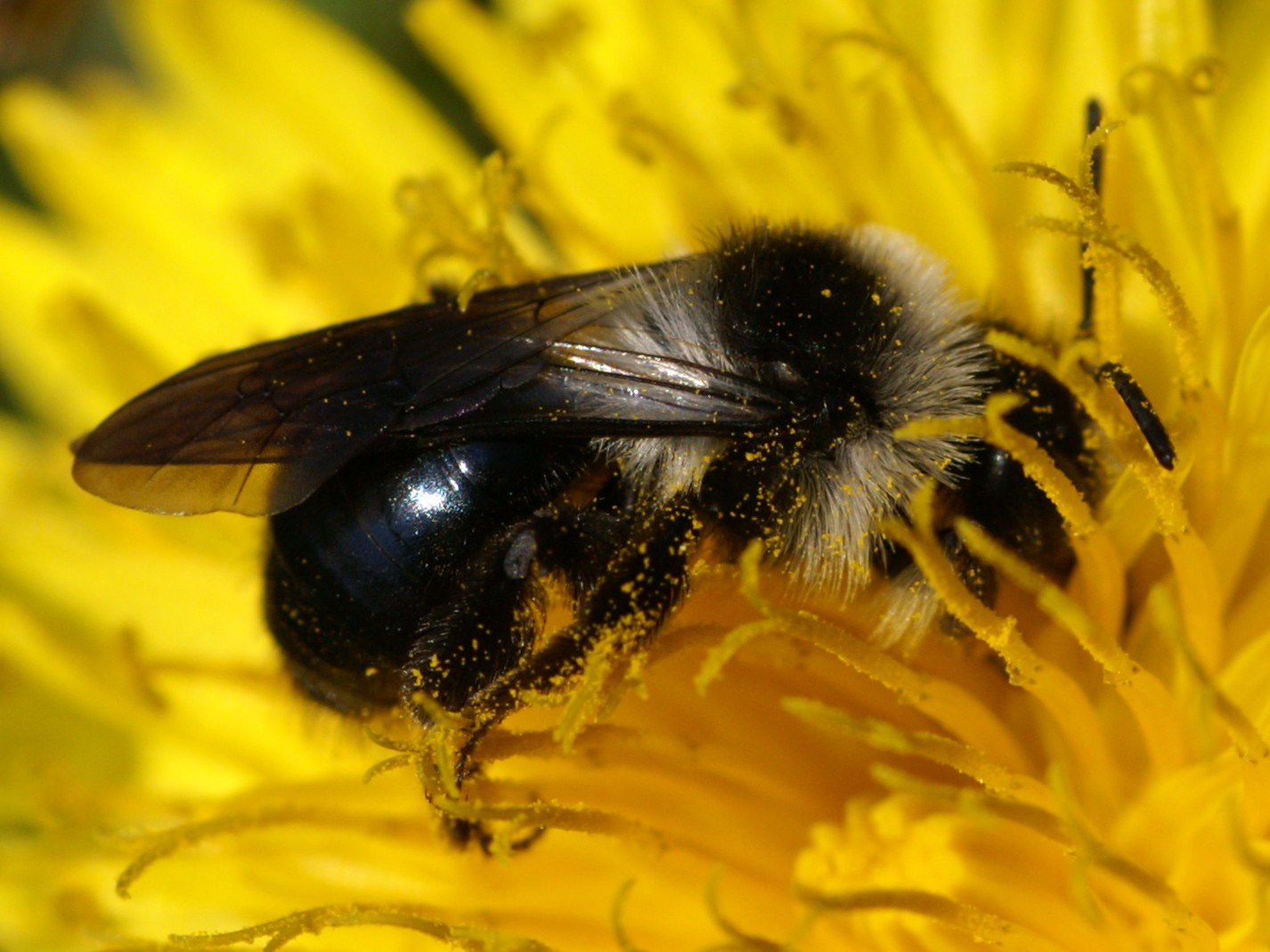
nőstény
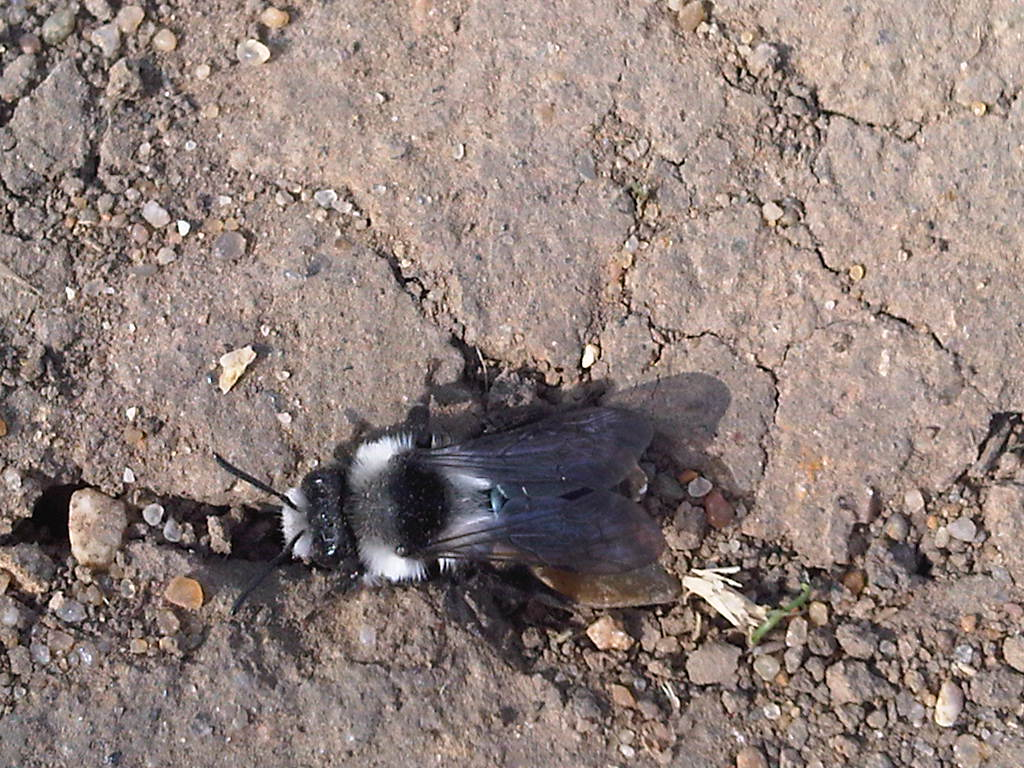
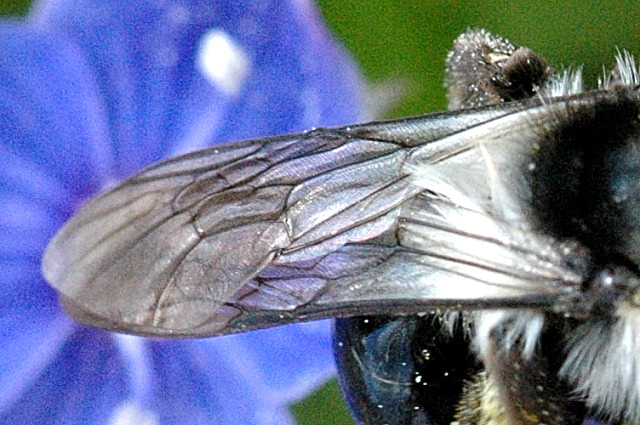
A szárnya közelről

## Fordítás
- Ez a szócikk részben vagy egészben  az   Ashy mining bee című angol Wikipédia-szócikk ezen változatának fordításán alapul.  Az eredeti cikk szerkesztőit annak laptörténete sorolja fel. Ez a jelzés csupán a megfogalmazás eredetét és a szerzői jogokat jelzi, nem szolgál a cikkben szereplő információk forrásmegjelöléseként.